# Norbert Bodnár
Norbert Bodnár (født 11. april 1956 i Košice, Tjekkoslovakiet) er en slovakisk komponist og lærer.
Bodnár studerede komposition på Musikkonservatoriet i Bratislava. Han har skrevet 2 symfonier, orkesterværker, kammermusik, opera, sceneværker, filmmusik, sange, solostykker for mange instrumenter etc. Bodnár har været lærer i komposition på Musikkonservatoriet i Košice fra (1982).

## Udvalgte værker
- Symfoni nr. 1 (1984) - for orkester
- Symfoni nr. 2 (1989) - for orkester
- Tartuffe (1996) - opera
- Filmmusik